# Haus Rauffer
Das Haus Rauffer befindet sich in der Altstadt von Dachau und wurde 1971–74 nach Plänen von Josef Wiedemann und Rudolf Ehrmann errichtet. Das städtische Wohnhaus ist unter der Aktennummer D-1-74-115-208 in der Denkmalliste Bayern eingetragen.

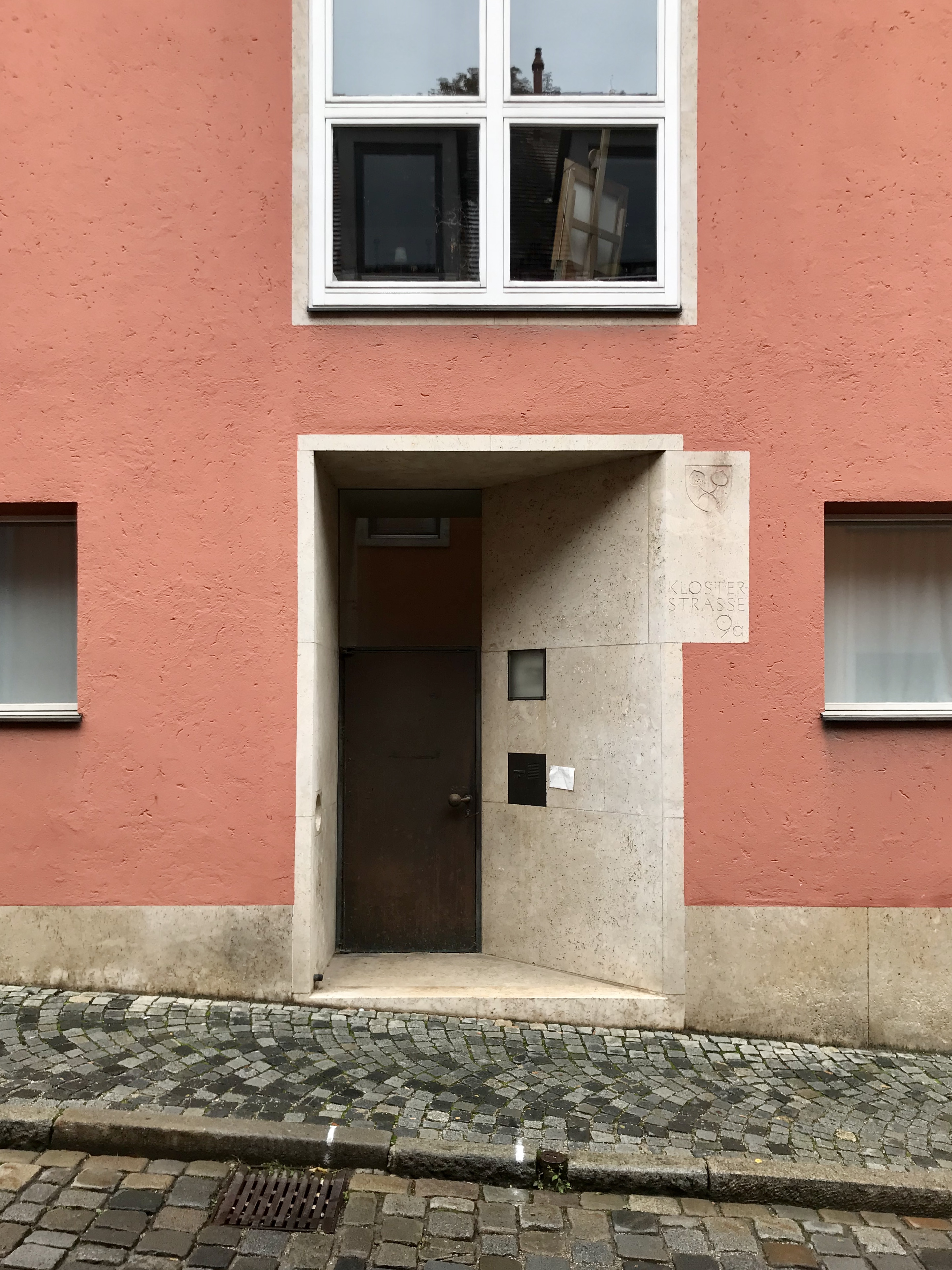
Eingang

## Geschichte & Architektur
Der Bauherr Heinrich Rauffer ließ sich in der Klosterstraße 9a ein Wohnhaus von den Münchner Architekten Wiedemann & Ehrmann erbauen.
Bei dem zweigeschossigen Bau mit Putzfassade wurden straßenseitig vier Giebelgauben auf das Satteldach aufgesetzt. Das Haus wurde in Stahlbetonskelettbauweise erbaut. Die Hauptfassade ist vom eingezogenen Hauseingang mit Natursteinverkleidung und den großformatigen Sprossenfenstern mit Natursteinrahmungen im Hauptgeschoss bestimmt. Auf der Rückseite wird das Gebäude von einem  konchenförmigen Treppenhausturm erschlossen.

## Baudenkmal
Das Stadthaus mit Pflasterung und Brunnentrog stehen unter Denkmalschutz und sind im Denkmalatlas des Bayerischen Landesamtes für Denkmalpflege und in der Liste der Baudenkmäler in Dachau eingetragen.